# Adam Koss (chemik)

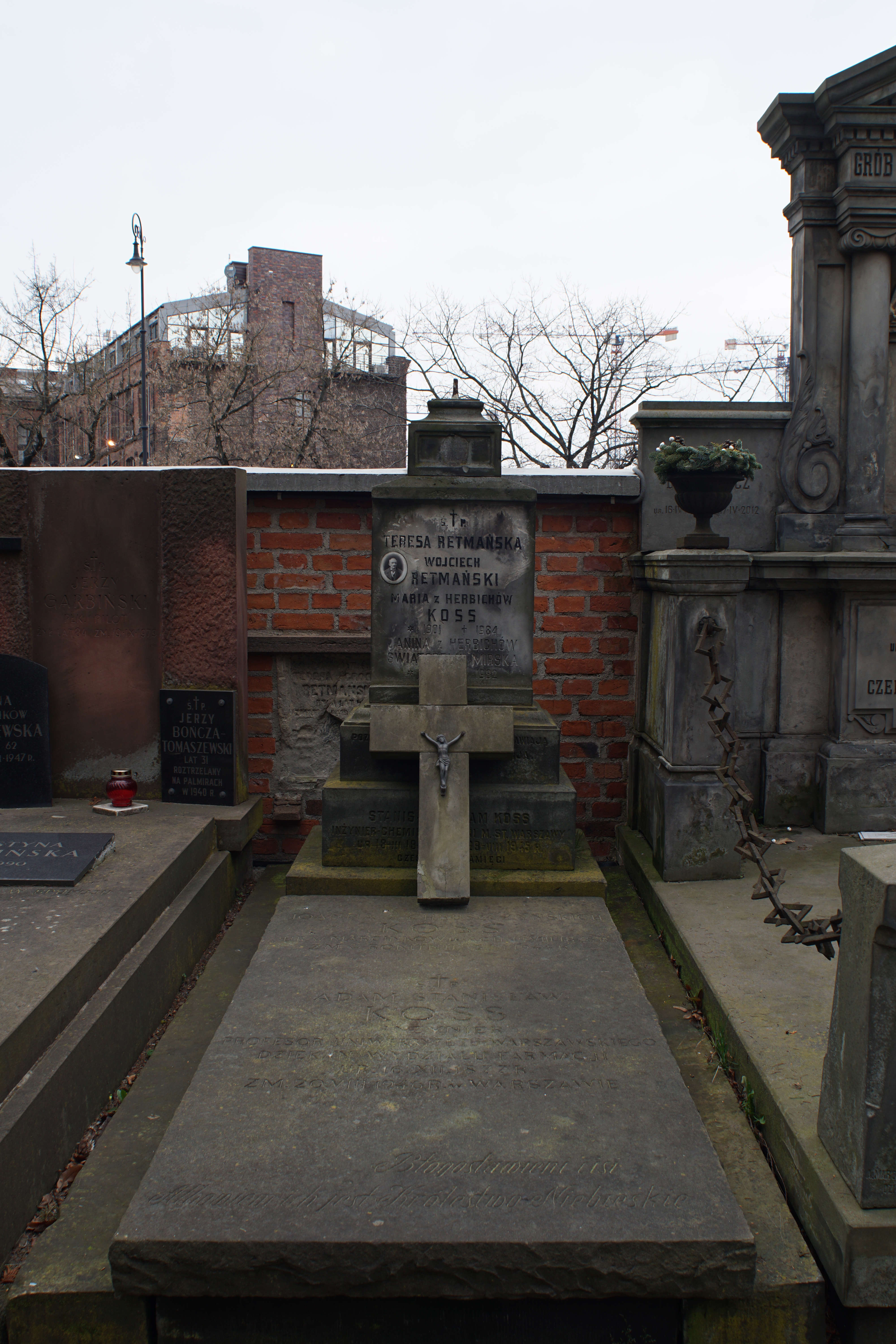
Grób Adama Kossa na cmentarzu Powązkowskim

Adam Stanisław Koss (ur. 16 grudnia 1877 w Warszawie, zm. 20 sierpnia 1946 tamże) – polski inżynier technolog, chemik.

## Życiorys
Urodził się w rodzinie Kacpra i Konstancji z Dąbrowskich. Ukończył szkołę realną w Kaliszu. Studiował w Politechnice Warszawskiej, następnie w Kijowie i Karlsruhe. Pracował w zagłębiach naftowych Rumunii, Małopolski i Kaukazu. W latach 1909–1911 był zagranicznym stypendystą profesorskim Politechniki w Nowoczerkasku. W 1911 był asystentem, w 1913 zastępcą profesora, a w 1914 docentem technologii związków organicznych Politechniki w Nowoczerkasku. W latach 1916–1919 był członkiem zarządu, następnie prezesem Polskiego Towarzystwa Pomocy Ofiarom Wojny w Nowoczerkasku, w latach 1918–1919 członkiem komisji Mobilizacyjnej Wojska Polskiego na Wschodzie (4 dywizja gen. L. Żeligowskiego). W 1919 był zastępcą konsula RP w Rostowie nad Donem. W latach 1918–1919 także przewodniczył radzie naukowej Polskich Kursów Dokształcających. W latach 1920–1922 był dyrektorem i członkiem zarządu Towarzystwa Suchej Destylacji Drewna w Hajnówce.
1 sierpnia 1922 został profesorem zwyczajnym technologii chemicznej na Uniwersytecie Warszawskim. Był dziekanem wydziału farmacji. Od 1923 był członkiem przybranym Chemicznego Instytutu Badawczego. W latach 1933–1937 był członkiem Komisji Farmakopei Polskiej.
Publikował artykuły dotyczące technologii nafty. 11 listopada 1937 otrzymał Krzyż Komandorski Orderu Odrodzenia Polski.
Od 27 czerwca 1905 był mężem Joanny Chruszczyńskiej.
Został pochowany na cmentarzu Powązkowskim w Warszawie (kwatera Pod Murem II-1-25).

## Publikacje
- Nasz przemysł chemiczny i warunki jego rozwoju, Warszawa 1920.
- Nowe metody badania tłuszczów, „Przemysł Chemiczny”, Lwów 1926.